# قلعه‌نو قره‌باغ
قلعه‌نو قره‌باغ یا قلعه‌نو روستایی در دهستان بیدزرد بخش مرکزی شهرستان شیراز استان فارس ایران است.

## جمعیت
بر پایه سرشماری عمومی نفوس و مسکن در سال ۱۳۹۵ جمعیت این روستا ۱۷۹ نفر (۴۷خانوار) بوده‌است.